# Арікесарі Мараварман
Арікесарі Мараварман — індійський правитель з династії Пандья.

## Життєпис
Правив частинами сучасних Керали й Тамілнаду. Він зміцнив та розширив володіння Пандья, здобувши перемогу над правителями Чера та Паллавів.